# Rod Argent
Rodney Terence Argent är en brittisk musiker och låtskrivare född 14 juni 1945 i St Albans, Hertfordshire, England. Rod Argent är känd som keyboardist, sångare och låtskrivare i popgruppen The Zombies från 1961-1968. På 1970-talet var han verksam i gruppen Argent som 1972 fick en hitsingel med "Hold Your Head Up". Argent upplöstes 1976. Rod Argent solodebuterade 1978 med skivan Moving Home. Han medverkade samma år på piano på The Whos album Who Are You. Tillsammans med Colin Blunstone har han uppträtt som The Zombies under 2000-talet, och 2010 återförenades även Argent.

## Diskografi (urval)
Album
- 1978 - Moving Home (soloalbum)
- 1982 - Ghosts (Barbara Thompson & Rod Argent)
- 1983 - Metro (Rod Argent & John Dankworth)
- 1984 - A New Age (Rod Argent & Robert Howes)
- 1984 - Second Sight (Rod Argent & Robert Howes)
- 1985 - Shadow Show (Rod Argent, Barbara Thompson, Jon Hiseman, Clem Clempson, John Mole)
- 1987 - Wild Connections (Phil Collins, Gary Moore, Rod Argent)
- 1988 - Red House (soloalbum)
- 1988 - Network Heroes (Robert Howes & Rod Argent)
- 1989 - Rescue (Robert Howes & Rod Argent)

Singlar
- 1977 - Gymnopédies No. 1 / Light Fantastic
- 1978 - Home / No. 1
- 1978 - Silence / Recollection
- 1982 - With You (Rod Argent / Barbara Thompson - delad singel)
- 1989 - Into The Sun / Pale Horizon (Rod Argent & Robert Howes)
- 1990 - Tutti Al Mondo / Hot Foot (Rod Argent & Peter Van Hooke)
- 2001 - Mystified/ Only The Rain (Colin Blunstone & Rod Argent)
- 2001 - Sanctuary / Love Can Heal the Pain (Colin Blunstone & Rod Argent)
- 2002 - Home / Living In The Real World (Colin Blunstone & Rod Argent)